# Andrzej Bek
Andrzej Bek (Łódź, 26 giugno 1951) è un ex pistard polacco.
È il marito di Lucyna Kałużna.

## Palmarès

### Olimpiadi
- 1 medaglia:
  - 1 bronzo (Monaco di Baviera 1972 nel tandem)